# Kinh tế dân doanh ở Việt Nam
Kinh tế dân doanh là một khái niệm có ở Việt Nam để chỉ hệ thống có cấu trúc mềm ngoài kinh tế nhà nước và kinh tế có vốn nước ngoài.

## Khái niệm
Kinh tế dân doanh ở Việt Nam bao gồm:
- Khối doanh nghiệp có đăng ký kinh doanh: Doanh nghiệp hoạt động theo Luật Doanh nghiệp 1999; hợp tác xã hoạt động theo Luật Hợp tác xã năm 2003;
- Khối phi doanh nghiệp: Hộ kinh doanh cá thể đăng ký tại cơ quan đăng ký kinh doanh cấp huyện; các tổ hợp tác chứng thực tại ủy ban nhân dân cấp xã theo bộ Luật Dân sự; kinh tế hộ trong nông nghiệp được nhà nước giao quyền sử dụng đất lâu dài theo Nghị định 64 ngày 27/9/1993; hộ làm kinh tế trang trại theo Nghị quyết số 03/2000/NQ-CP ngày 02-02-2000, trang trại được ủy ban nhân dân cấp huyện cấp Giấy chứng nhận trang trại theo Thông tư 69/2000/TTLT/BNN-TCTK ngày 23/06/2000 của Bộ NN&PTNT và Tổng cục Thống kê về tiêu chí trang trại, Thông tư 74/2003/TT-BNN ngày 04/07/2003 của Bộ NN&PTNT hướng dẫn tiêu chí xác định kinh tế trang trại; các hộ gia đình sản xuất phi nông nghiệp và, các đoàn thể (tổ chức phi chính phủ ở Trung ương và địa phương) mỗi cá nhân tự do tham gia kinh doanh.

## Hiện trạng
Kinh tế dân doanh được phát triển theo hướng tự do kinh doanh những ngành, nghề công việc mà luật pháp không cấm.
Khối doanh nghiệp dân doanh hiện nay có tới 160000 doanh nghiệp và 18500 ngàn hợp tác xã, đến 96% là doanh nghiệp nhỏ và vừa tuy có lợi thế về tổ chức bộ máy gọn nhẹ dễ thích ứng với biến động thị trường nhưng không có thương hiệu và chiến lược kinh doanh bền vững. Cùng với khối doanh nghiệp còn có khoảng 3 triệu hộ kinh doanh cá thể, và 300000 tổ hợp tác.
Sự phân bố dân doanh vẫn đổ về thành thị. Nghiên cứu của dự án VIE/01/025 và số liệu điều tra: Nông thôn chiếm 75% dân số của nước (60 triệu người), chiếm 76% lao động (32 triệu lao động), nhưng số doanh nghiệp chỉ chiếm khoảng 12% trong đó doanh nghiệp dân doanh chiếm 11%, nhưng số hộ kinh doanh cá thể chiếm 50% (triệu hộ), và tổ hợp tác chiếm đến 90% (270000 tổ). Các tỉnh, thành phố có nhiều khu công nghiệp có số doanh nghiệp nông thôn đăng ký theo Luật Doanh nghiệp chiếm tỷ lệ đến 25% như Hà Nội, Hà Tây, Bắc Ninh, Quảng Nam, Đà Nẵng, TP. Hồ Chí Minh.